# Konzul

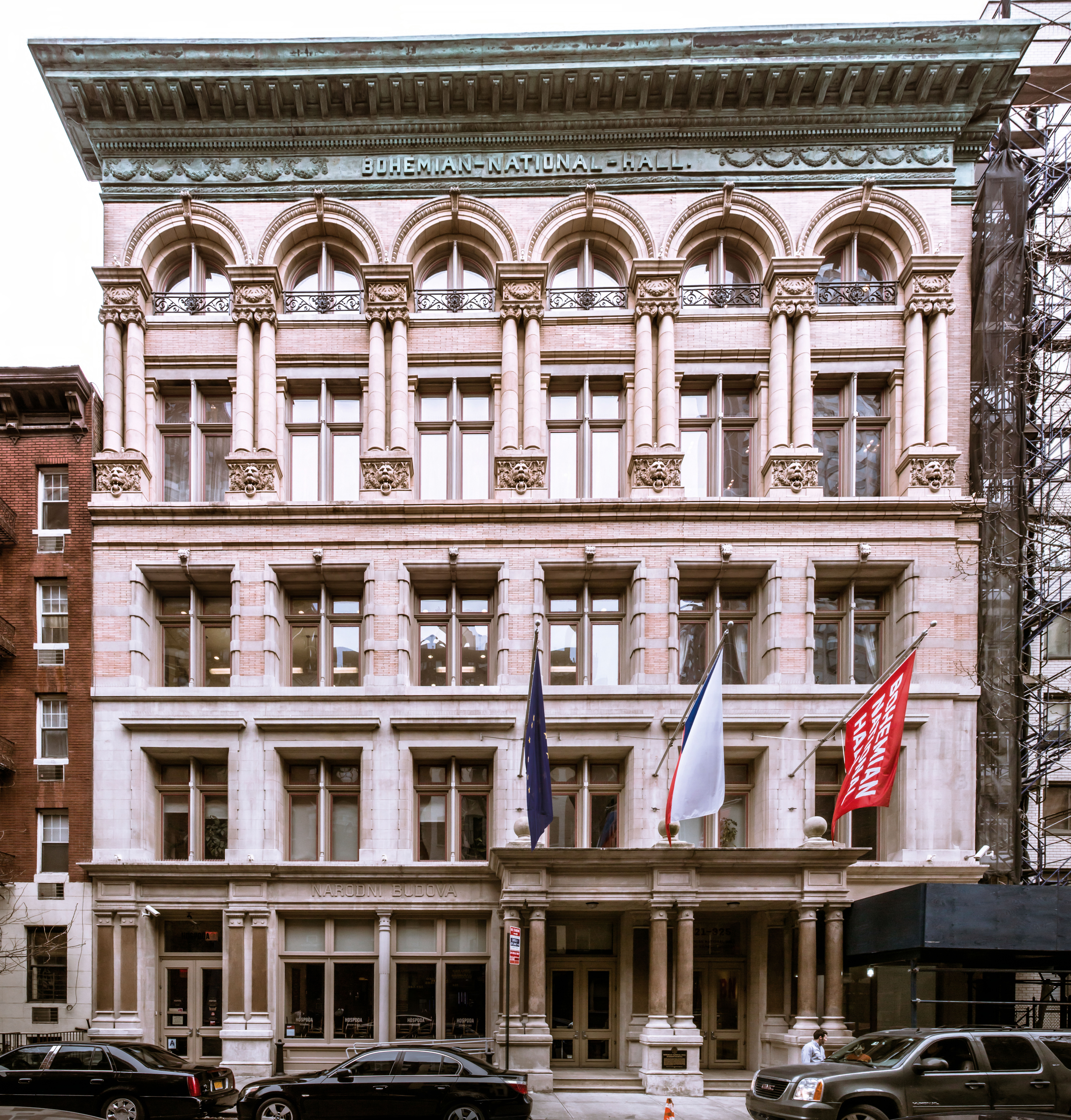
Česká národní budova / Bohemian National Hall v New Yorku

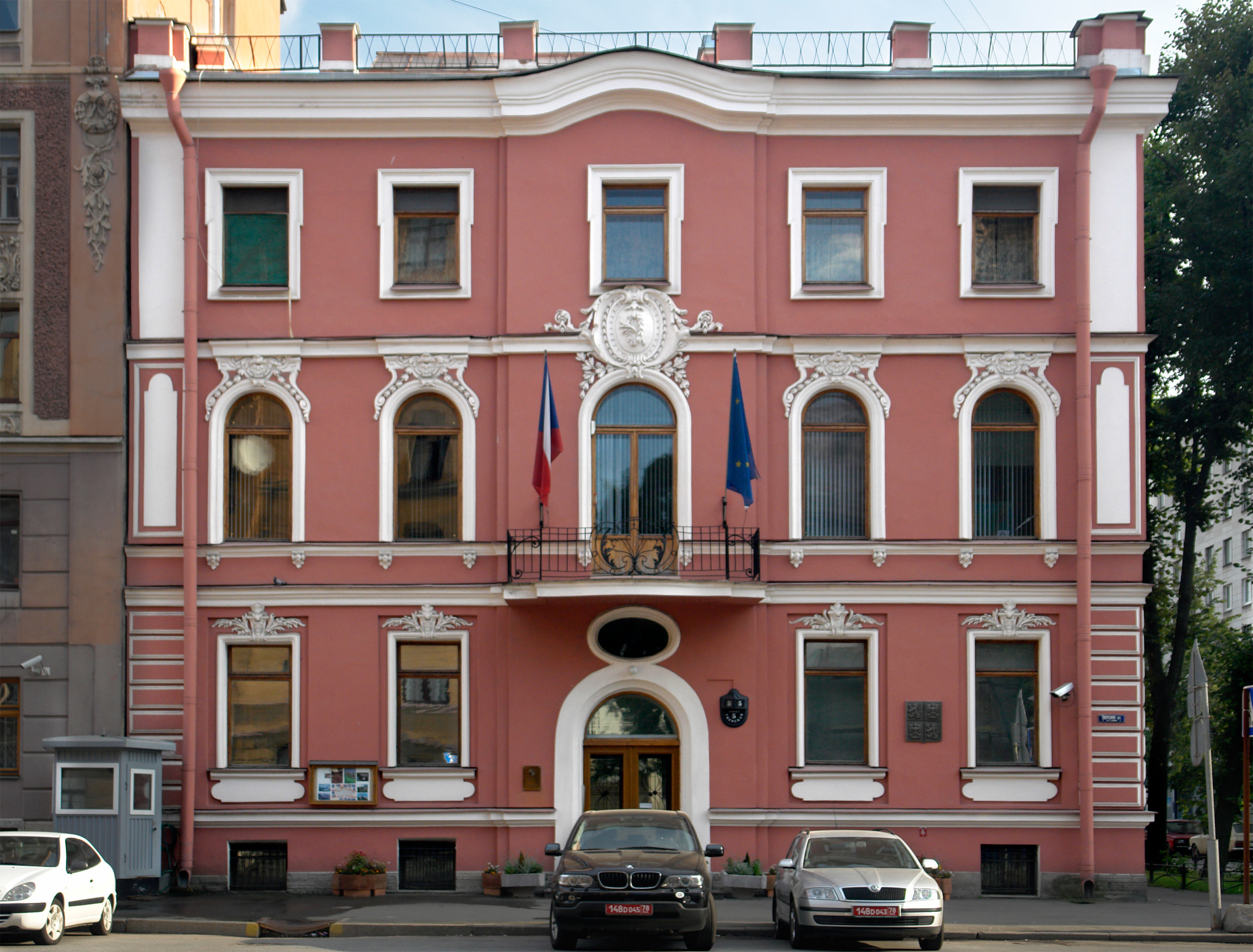
Český generální konzulát v Petrohradě

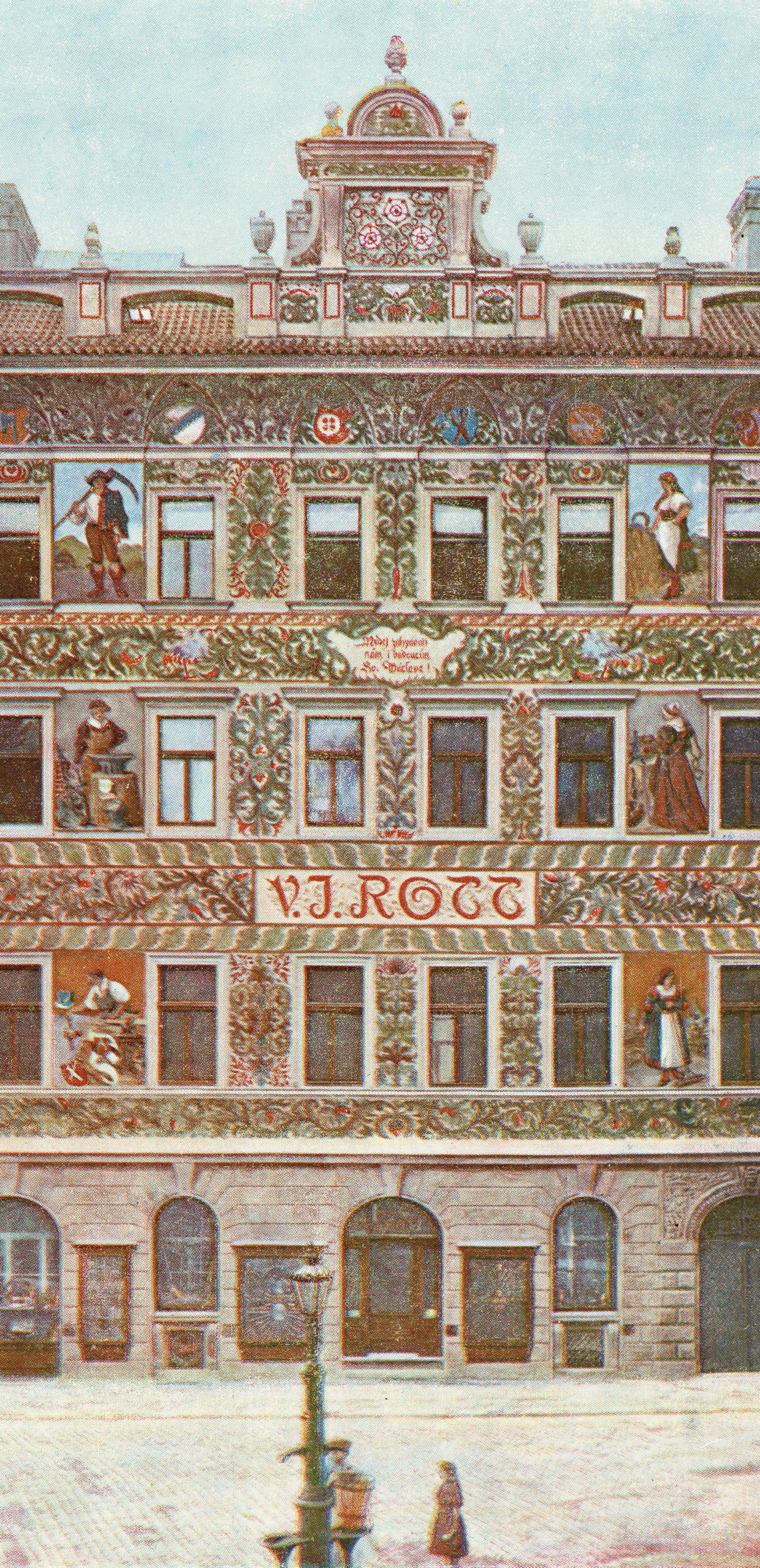
Sídlo konzula Norského království v předválečné a poválečné ČSR, i za nacistické okupace, na Malém náměstí v Praze, od roku 1946 konzula generálního (do února 1948, kdy Vladimír Jiří Rott musel emigrovat)

Konzul je podle mezinárodního práva úředník, který zastupuje svou zem (vysílající stát) v jiné zemi (přijímající stát) v oblasti obchodu, hospodářství, vědecké spolupráce a dopravy a mimo to je pověřen vízovými, pasovými a přistěhovaleckými záležitostmi; na politickém poli nemá konzul žádnou pravomoc, není diplomatem. Poněkud odlišná je funkce honorárního konzula. Pojem konzul pochází z latinského consulere (radit, rozvažovat).
Úřad zahraniční země, který vyřizuje konzulární záležitosti, se nazývá konzulát. Ve velkých městech mnohdy působí generální konzuláty států. Právo na konzulární ochranu patří podle Lisabonské smlouvy mezi občanská práva.

## Funkce konzulátů
Jejich funkce je odvozena z činnosti starostů (rychtářů) ve středověké Itálii, Provenci a Languedocu, kteří urovnávali obchodní spory. Se vzrůstajícím obchodem se ukázalo, že je výhodné takové úředníky posílat cílevědomě do oblastí obchodních partnerů. Od počátku 19. století doznal tento systém značného rozšíření a pronikl do Francie a pak i do jiných zemí.
Činnost konzulů a jejich status jsou upraveny Vídeňskou úmluvou o konzulárních stycích z roku 1963 (v České republice publikována pod č. 32/1969 Sb.), mimoto mohou být řízeny i dalšími bilaterálními či multilaterálními dohodami (tzv. konzulární smlouvy). Činnost konzulů je zpravidla omezena na tzv. konzulární obvod. Pro výkon svého povolání potřebuje konzul zvláštní povolení (tzv. exekvatur), které může být kdykoliv zrušeno. Přerušení diplomatických styků však neznamená, že se automaticky ruší i styky konzulární.
Konzul nepožívá statusu diplomata a především diplomatické imunity, je však do jisté míry chráněn některými výsadami exteritoriality (to se týká např. nedotknutelnosti konzulárních místností a archivů, oficiálních dokumentů, korespondence se svým státem apod.). Dále je osvobozen od veškerých daní v té zemi, ve které je činný – přesto ale konzulové zpravidla daně platí, dobrovolně.
Konzuly je možno dělit do několika tříd: generální konzul, konzul, vicekonzul a konzulární jednatel, kteří jsou úředníky z povolání. Mimo to existuje i (dosti početná) skupina honorárních konzulů, kteří zastupují stát v místě svého působení čestně a neplaceně a často nejsou ani státními příslušníky státu, pro který pracují.
Konzulární úřad se nazývá konzulát, může být samostatný nebo jako konzulární oddělení součástí diplomatické mise (velvyslanectví apod.). Obdobně jako diplomaté jsou konzulové, činní v jedné zemi, členy konzulárního sboru (francouzsky corps consulaire, zkratka CC).

CC, Corps Consulaire, mezinárodní značka pro vozidla členů konzulárního sboru

#### Konzuláty ČR ve světě

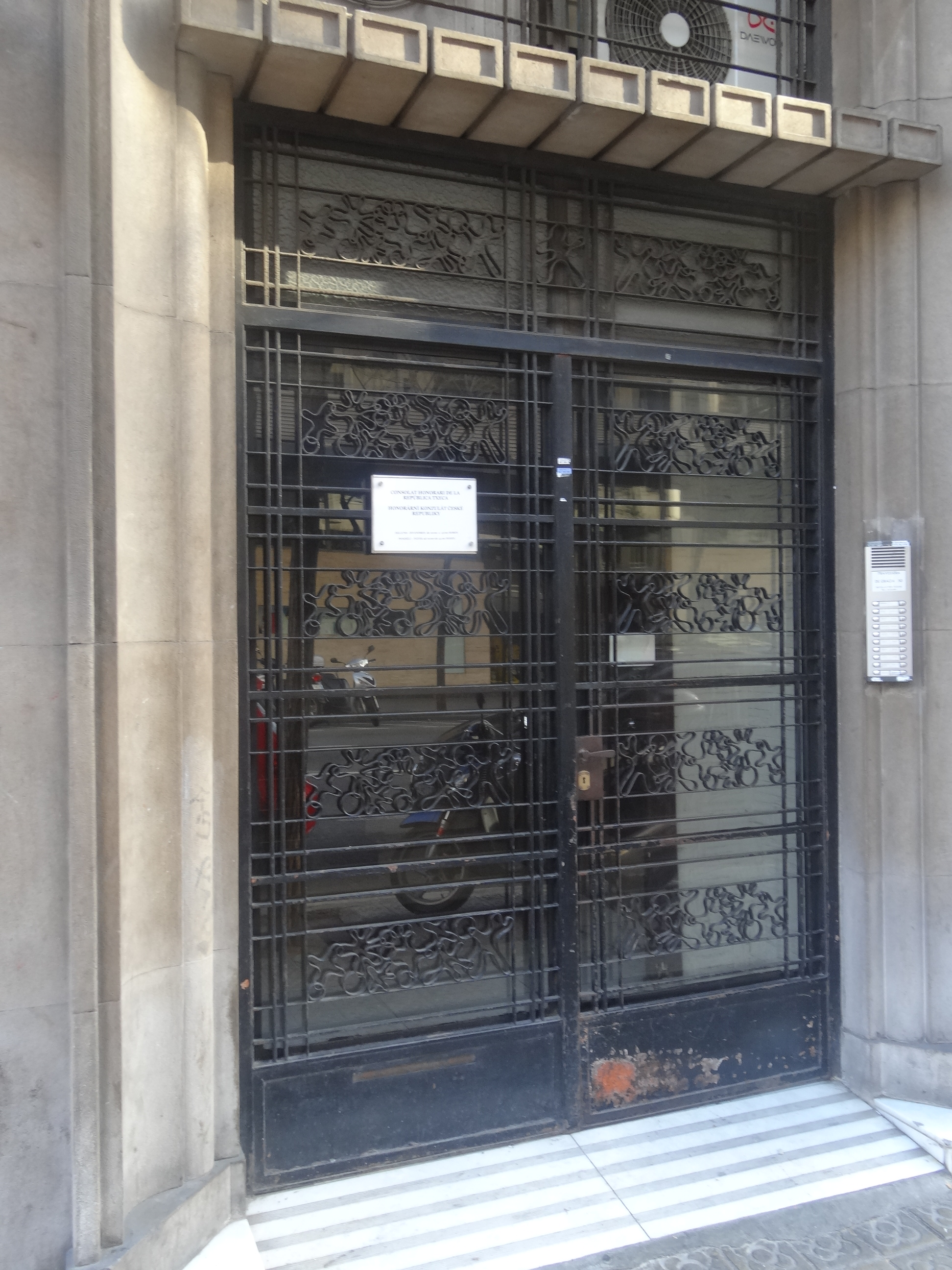
Český honorární konzulát v Barceloně
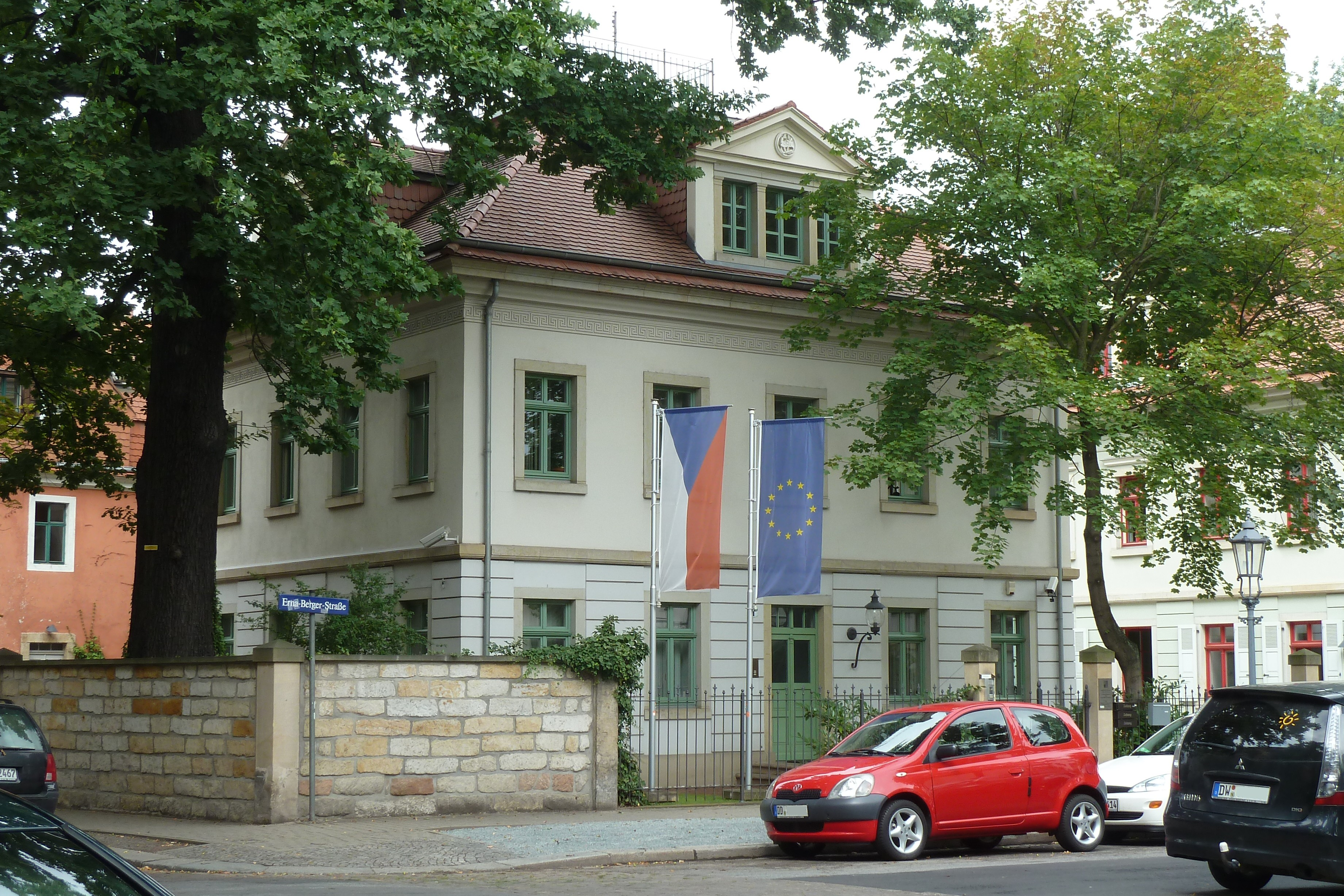
Český generální konzulát v Drážďanech
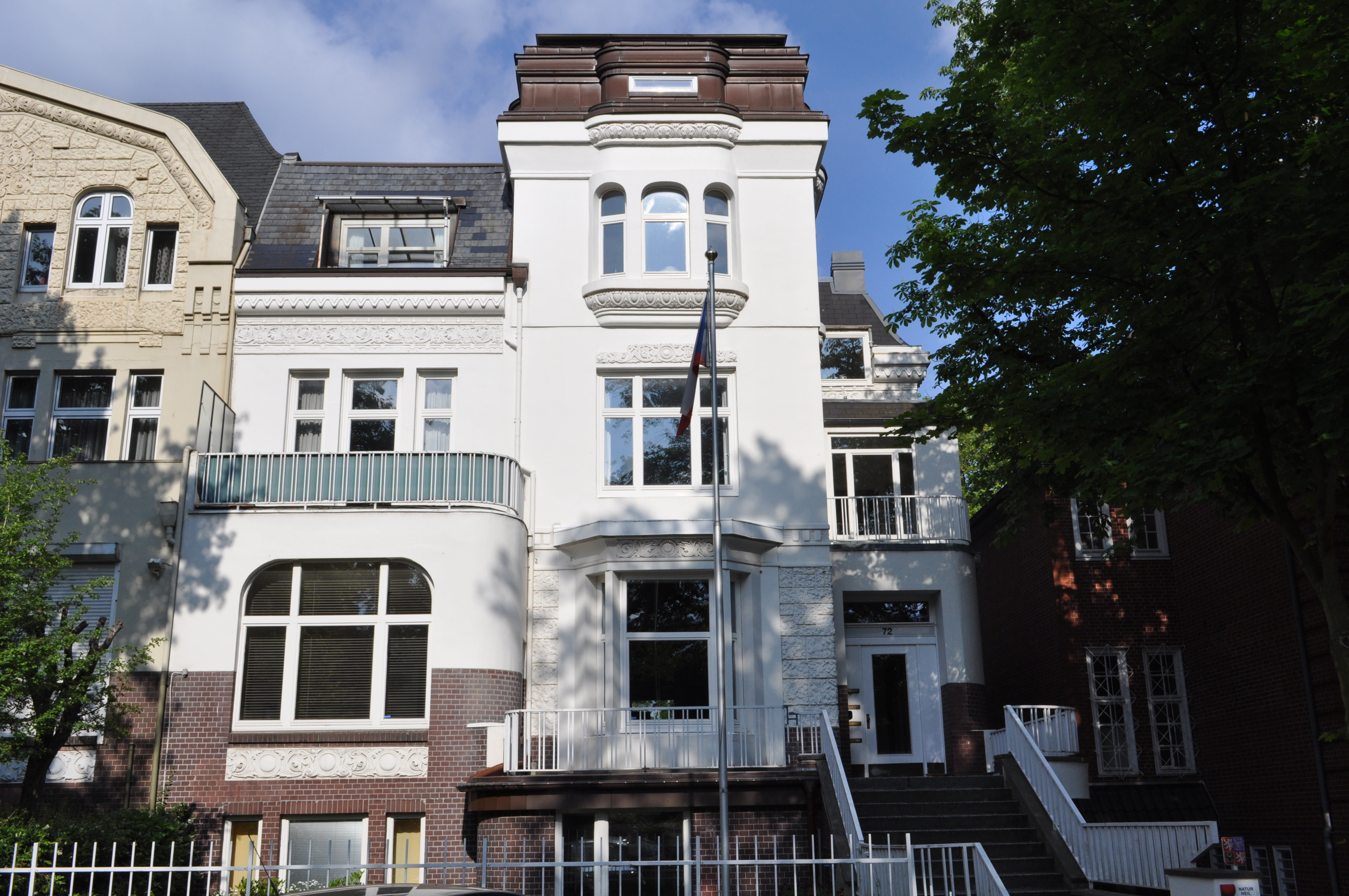
Český honorární konzulát v Hamburku
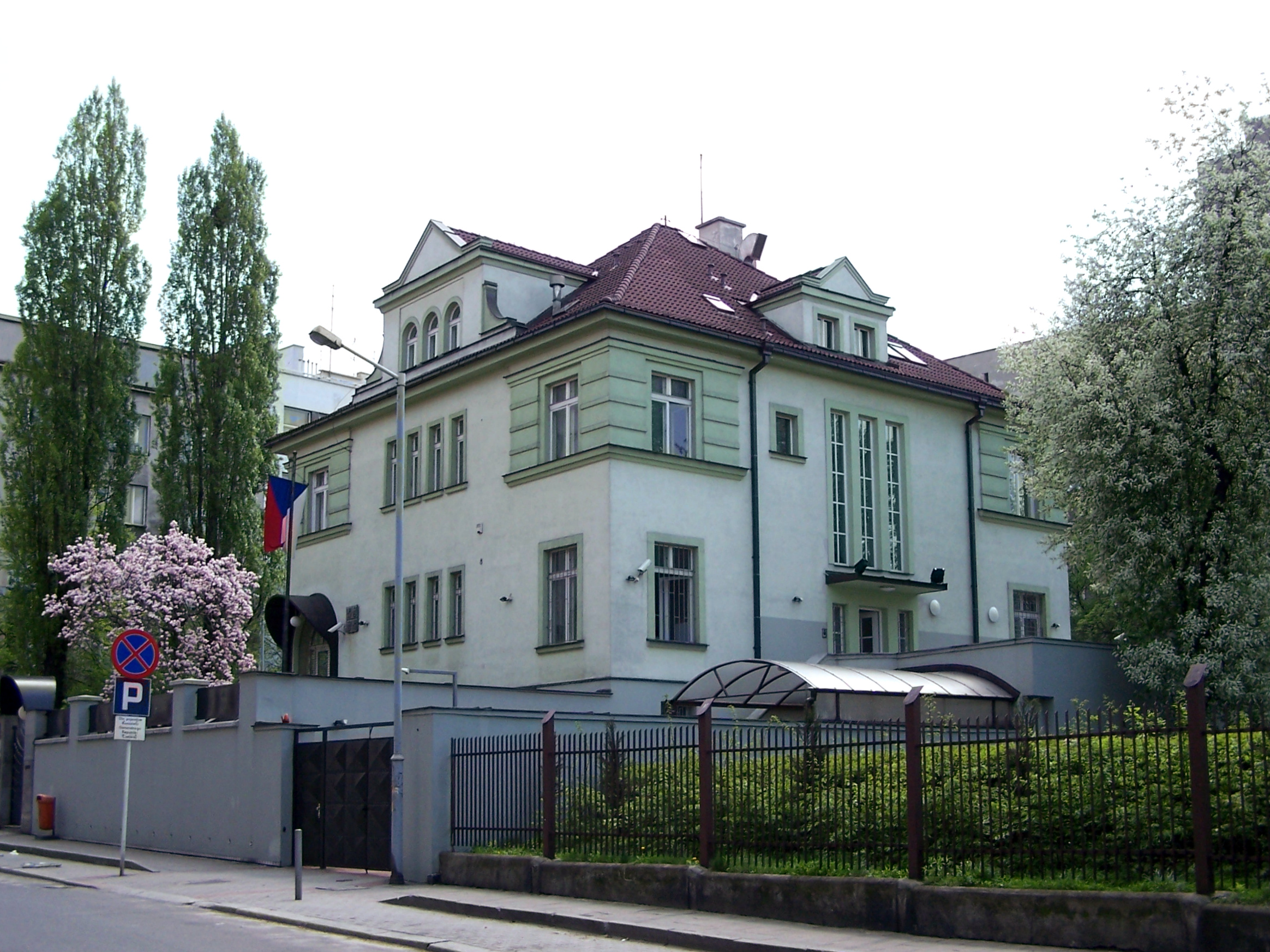
Český konzulát v Katovicích
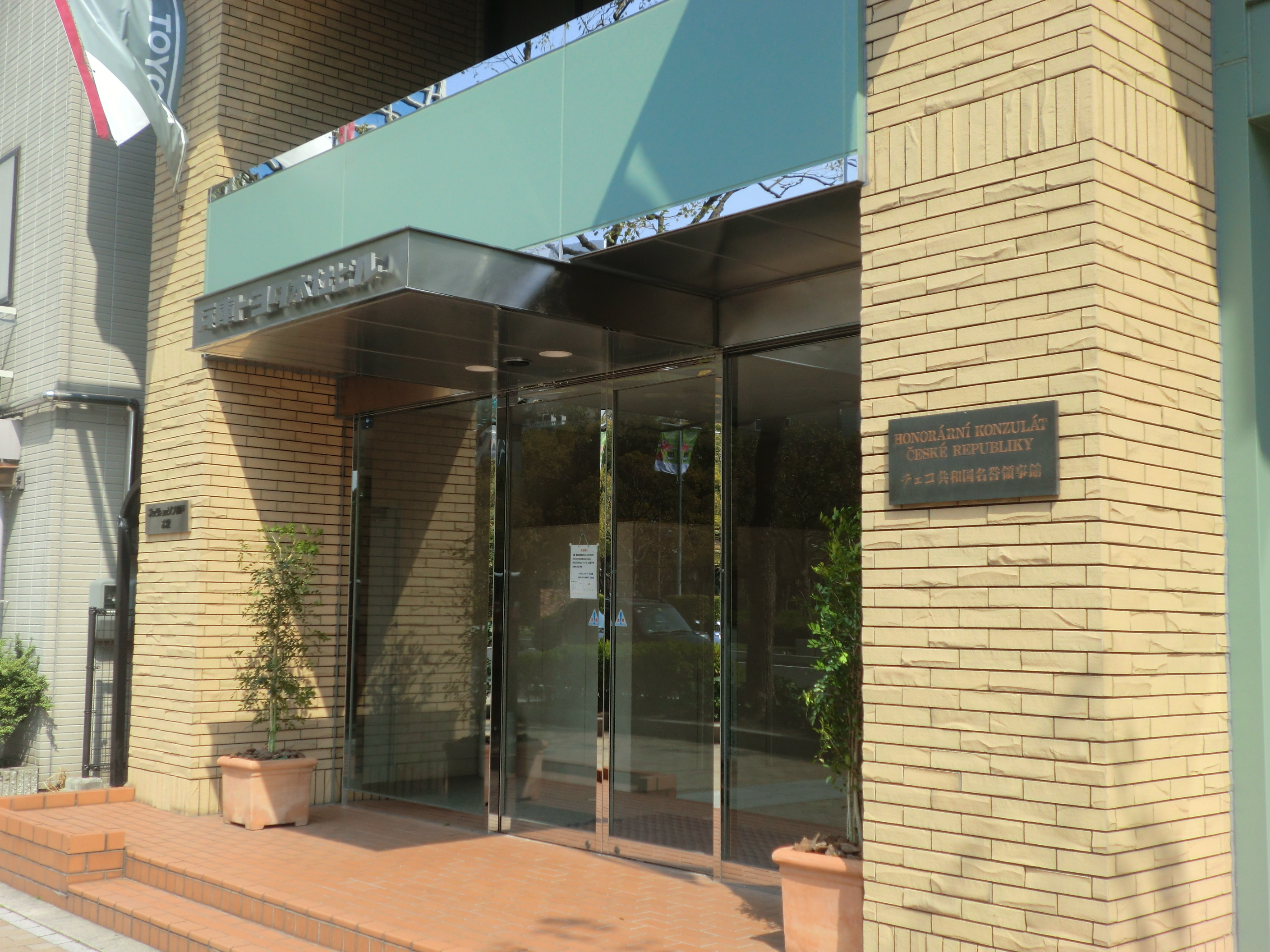
Český honorární konzulát v Kóbe
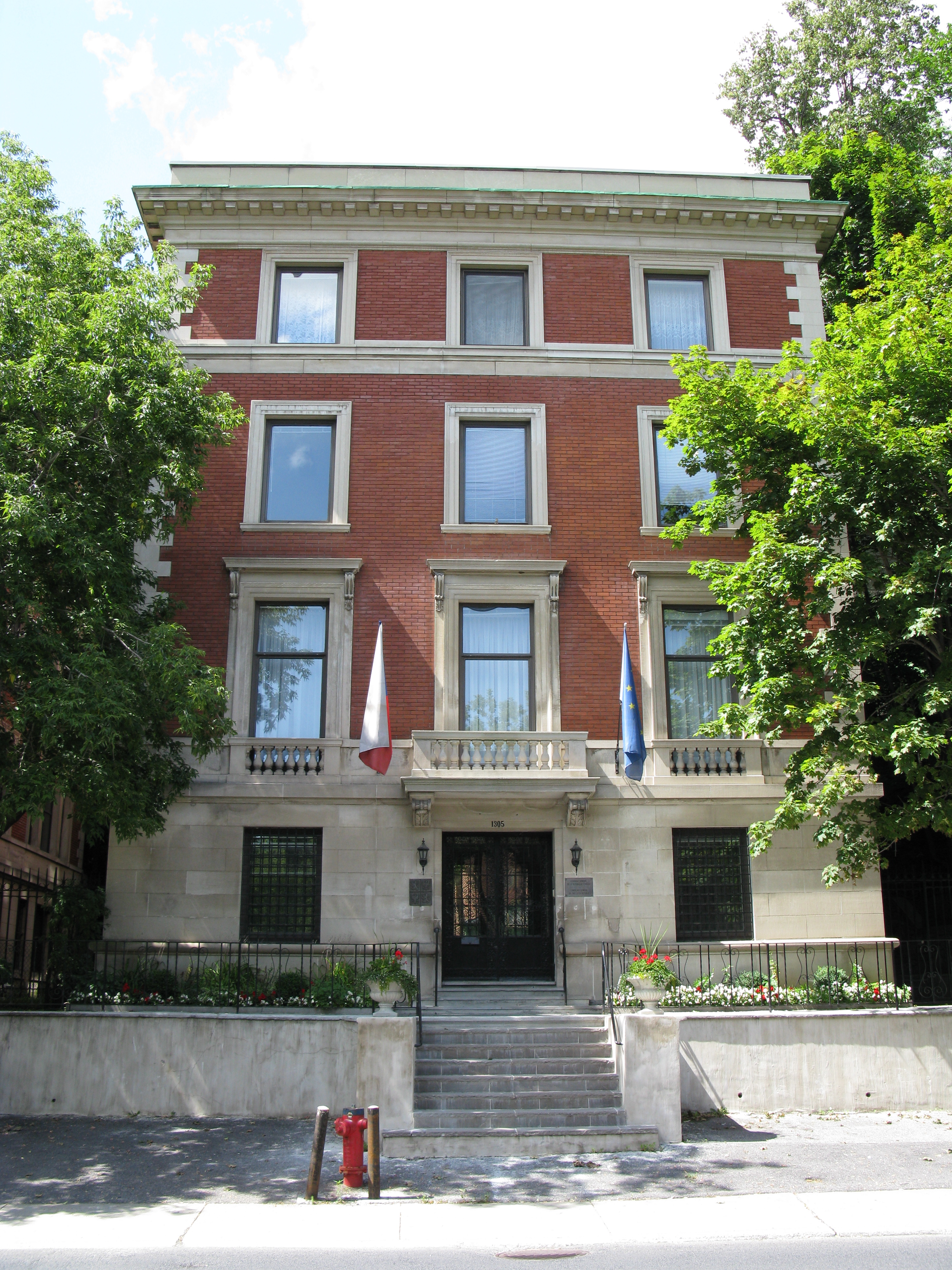
Český generální konzulát v Montrealu
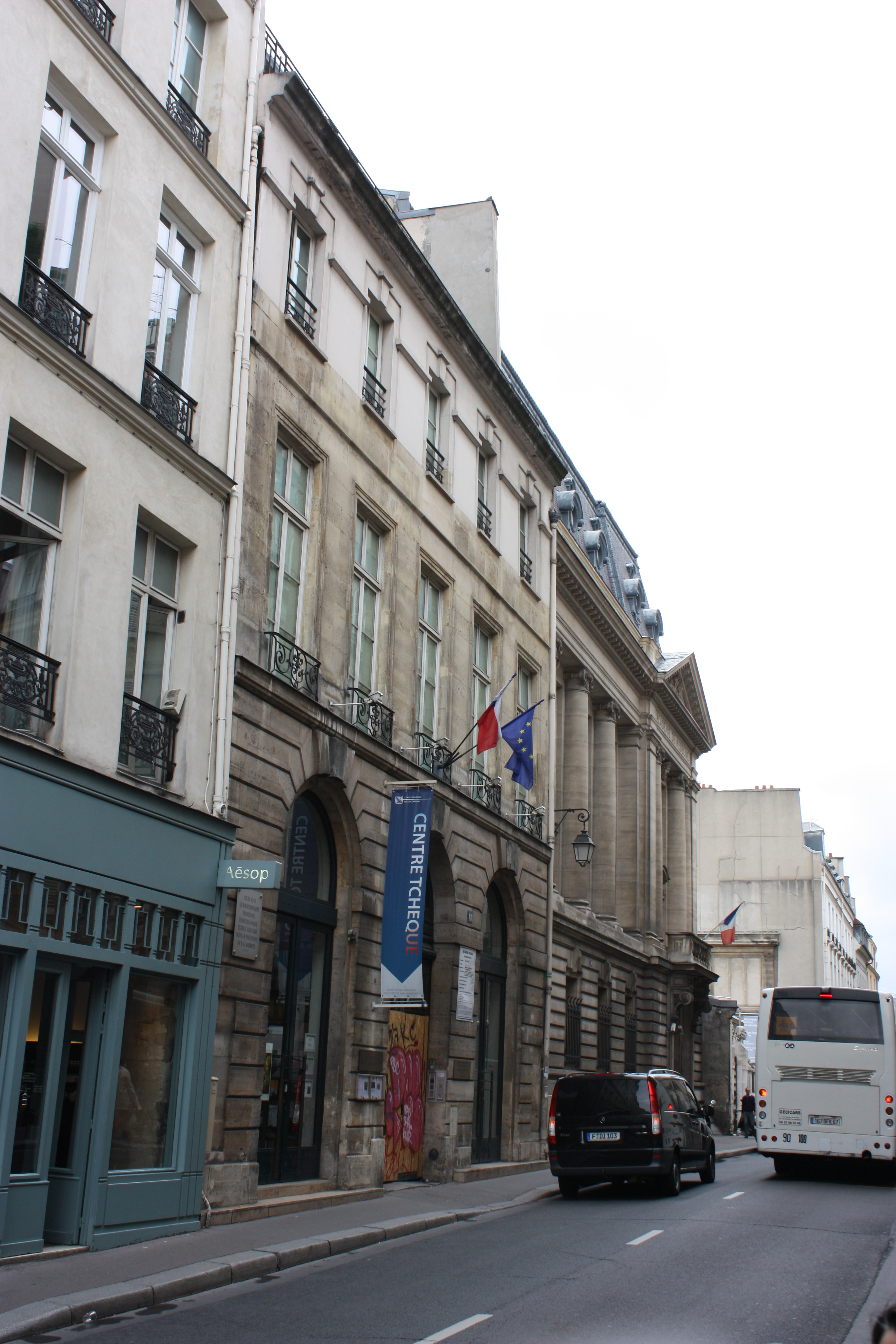
České centrum / Centre tchèque v Paříži
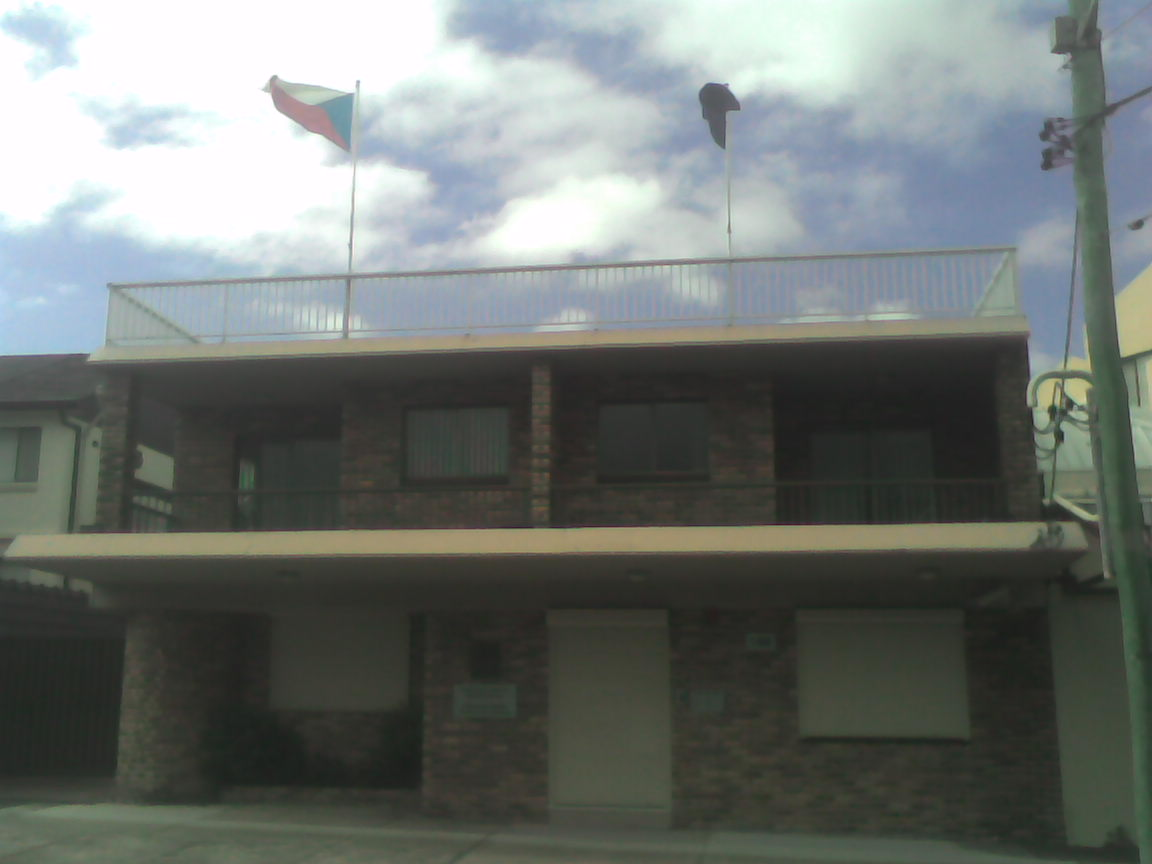
Český generální konzulát v Sydney
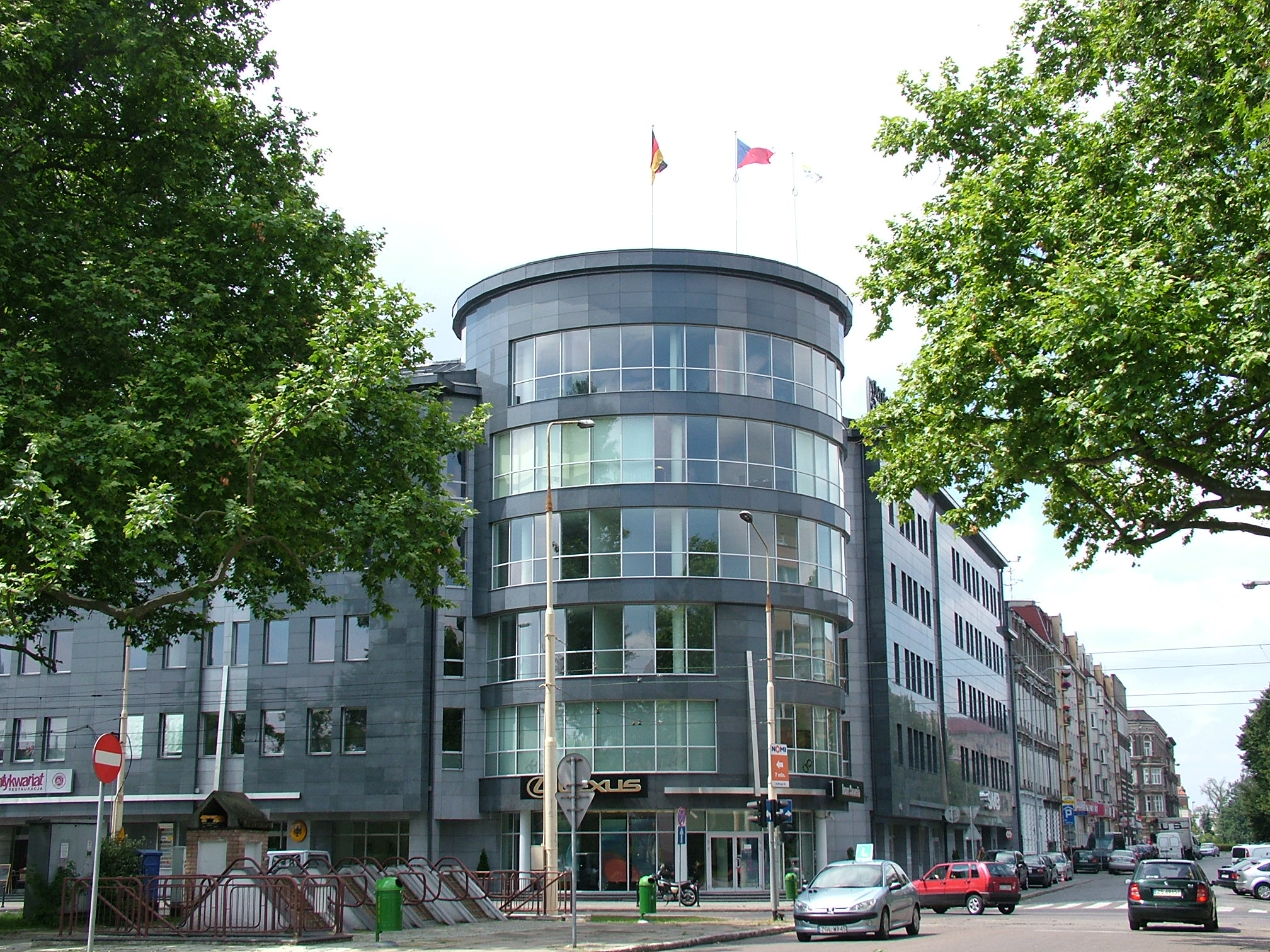
Konzuláty ČR, Německa a Kypru ve Štětíně

#### Konzuláty v ČR

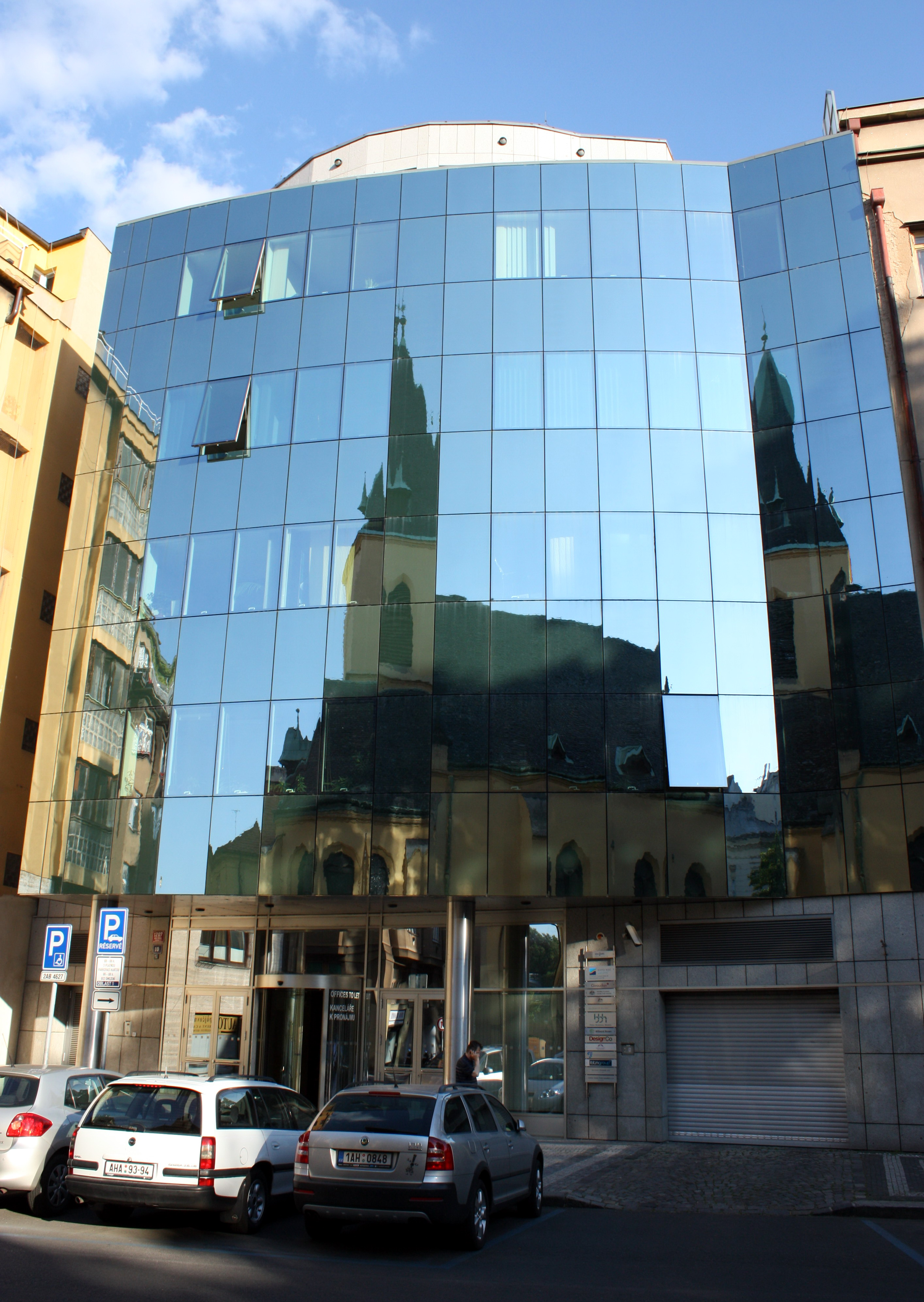
Honorární konzulát Australského společenství na Novém Městě v Praze
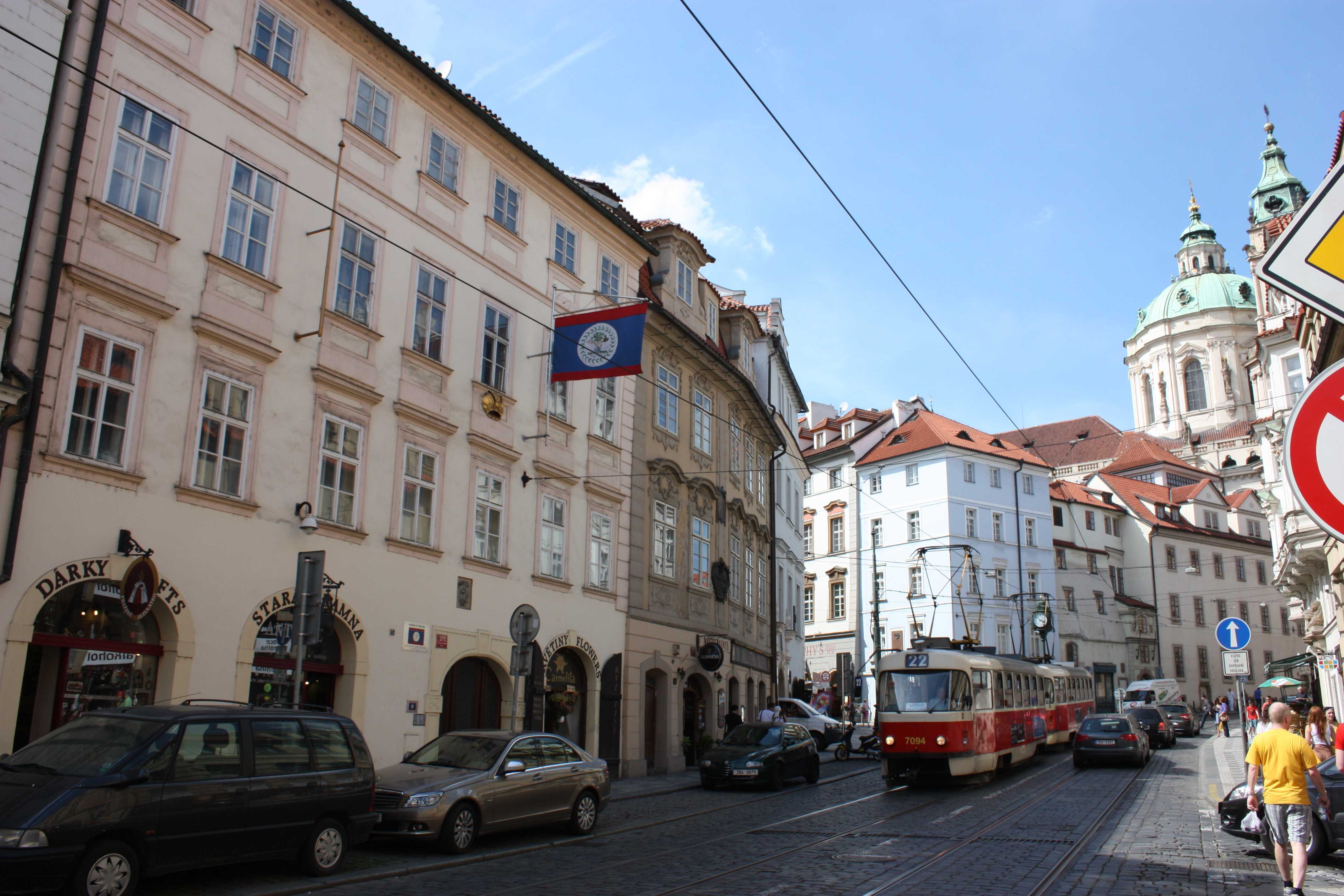
Konzulát Belize na Malé Straně v Praze
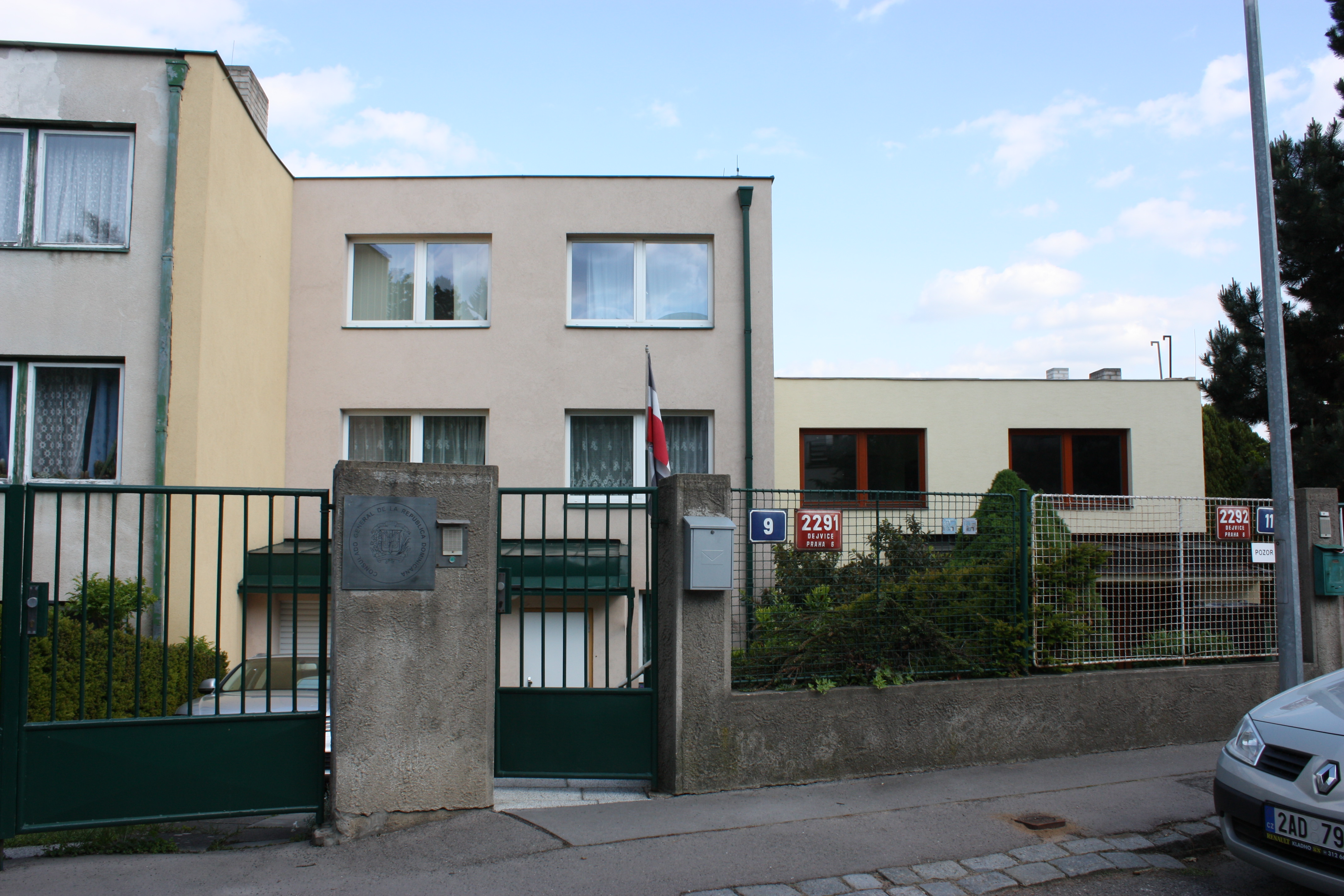
Konzulát Dominikánské republiky v Praze Dejvicích
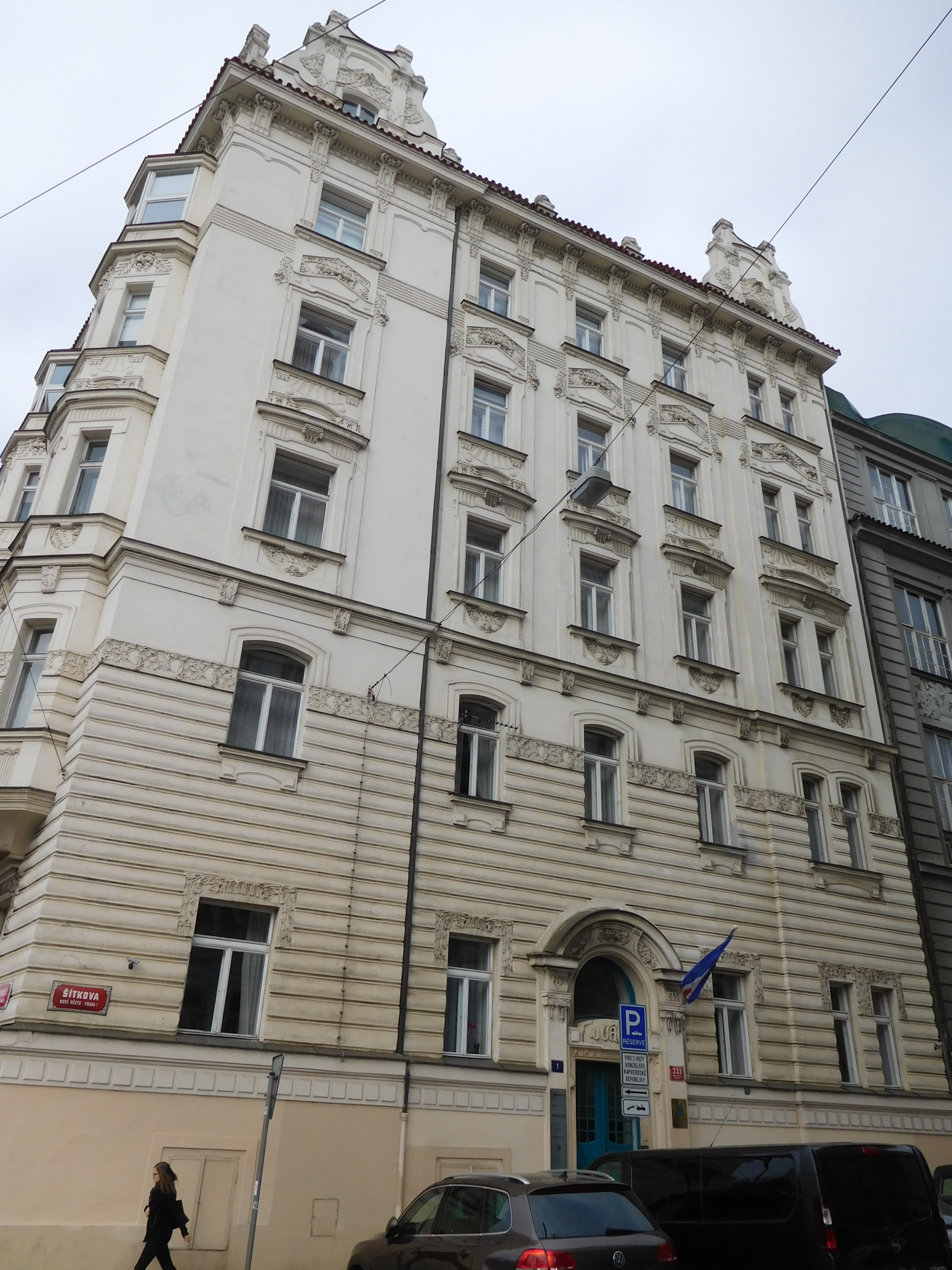
Konzulát Kapverd v Praze
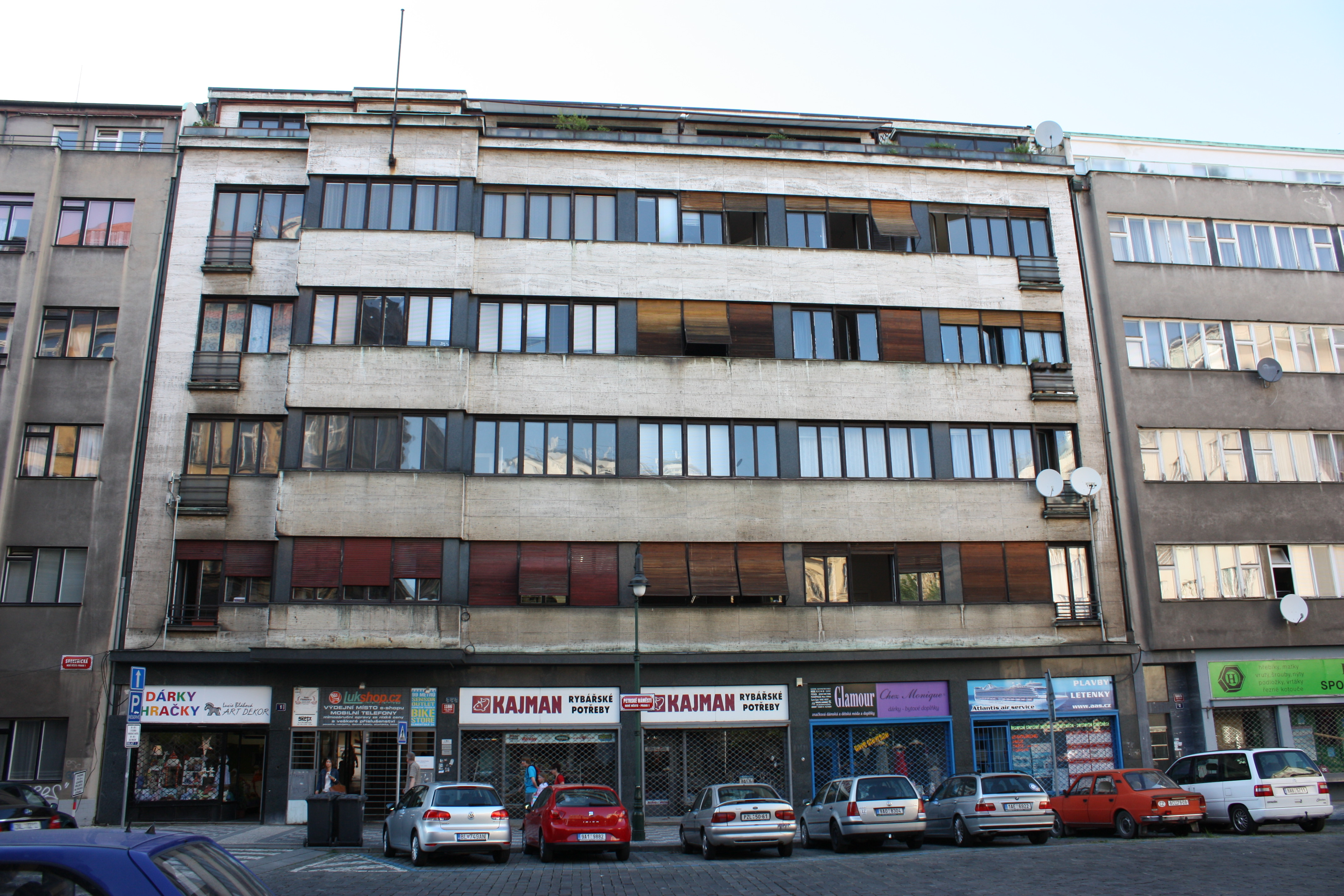
Konzulát Konžské republiky v Petržské čtvrti v Praze
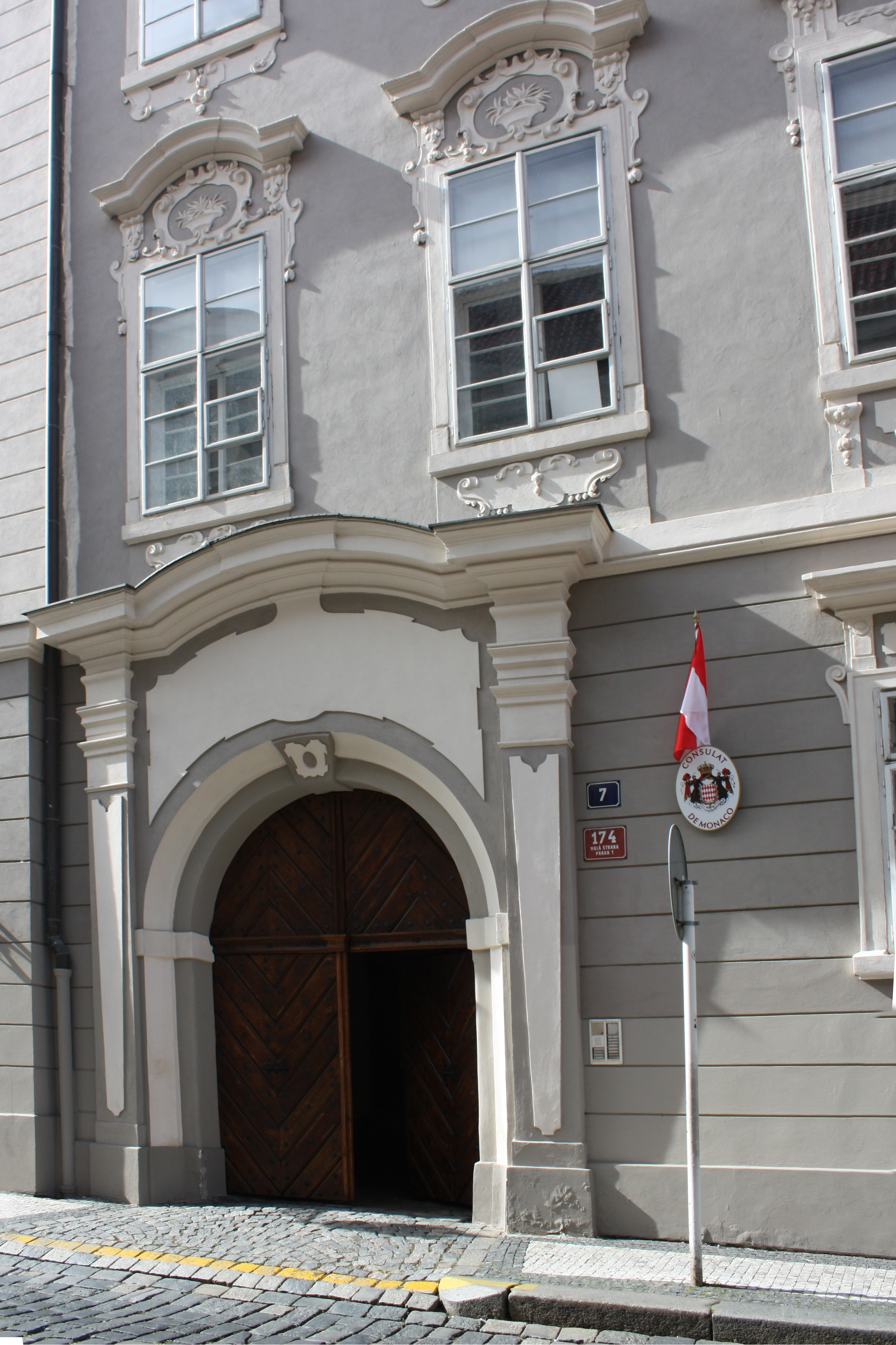
Honorární konzulát Monackého knížectví na Malé Straně v Praze
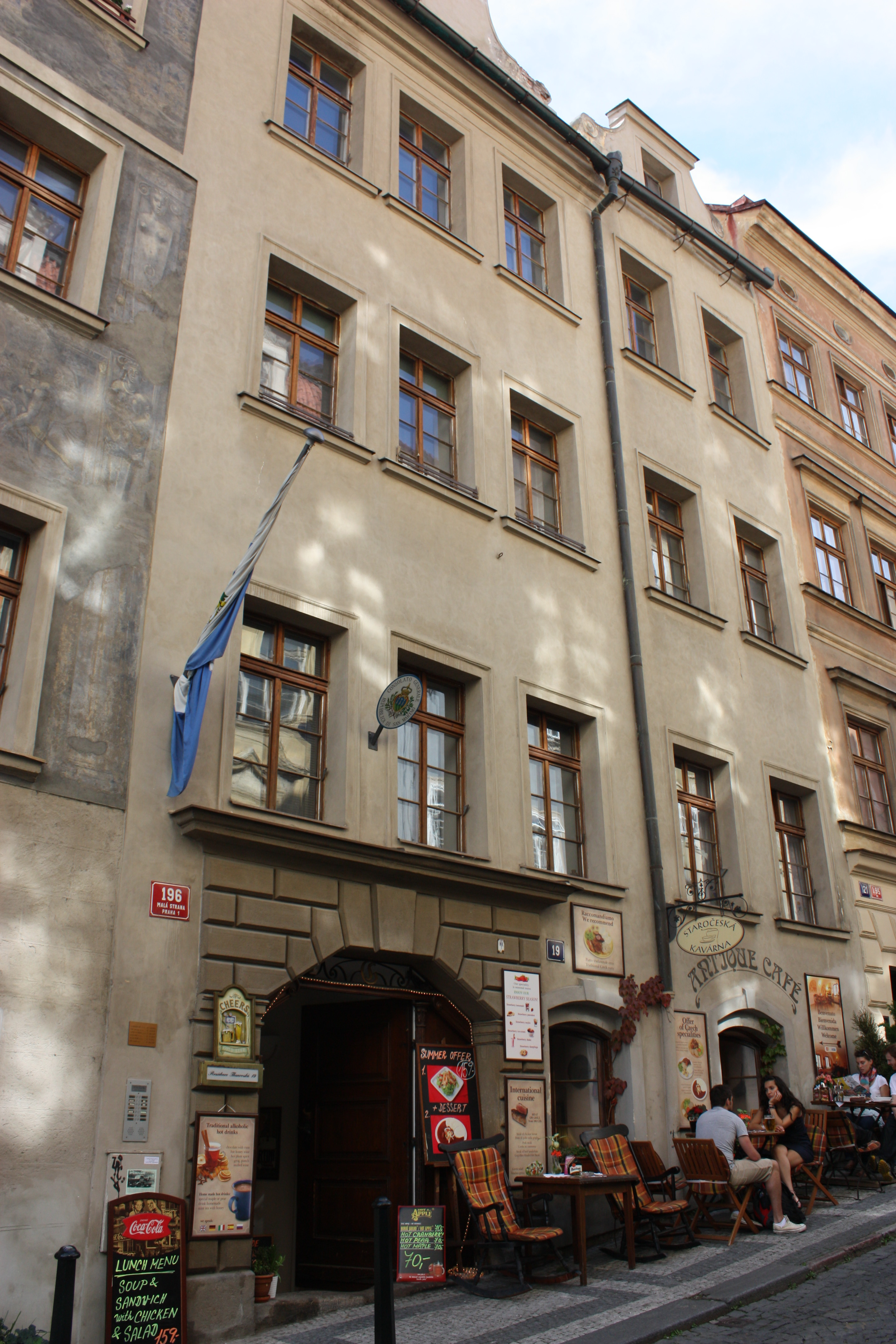
Honorární generální konzulát San Marina na Malé Straně v Praze
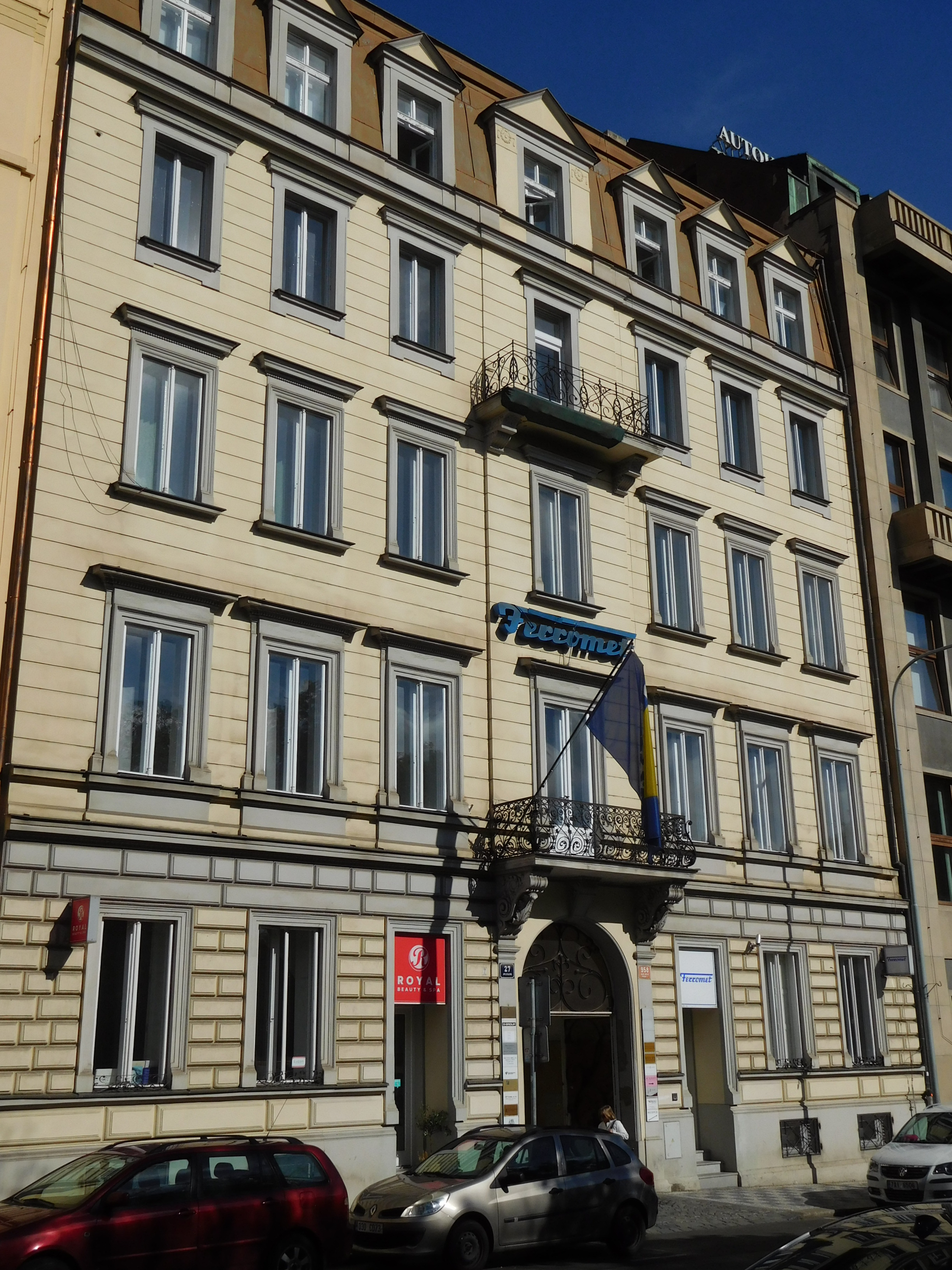
Generální konzulát Singapuru na Novém Městě v Praze
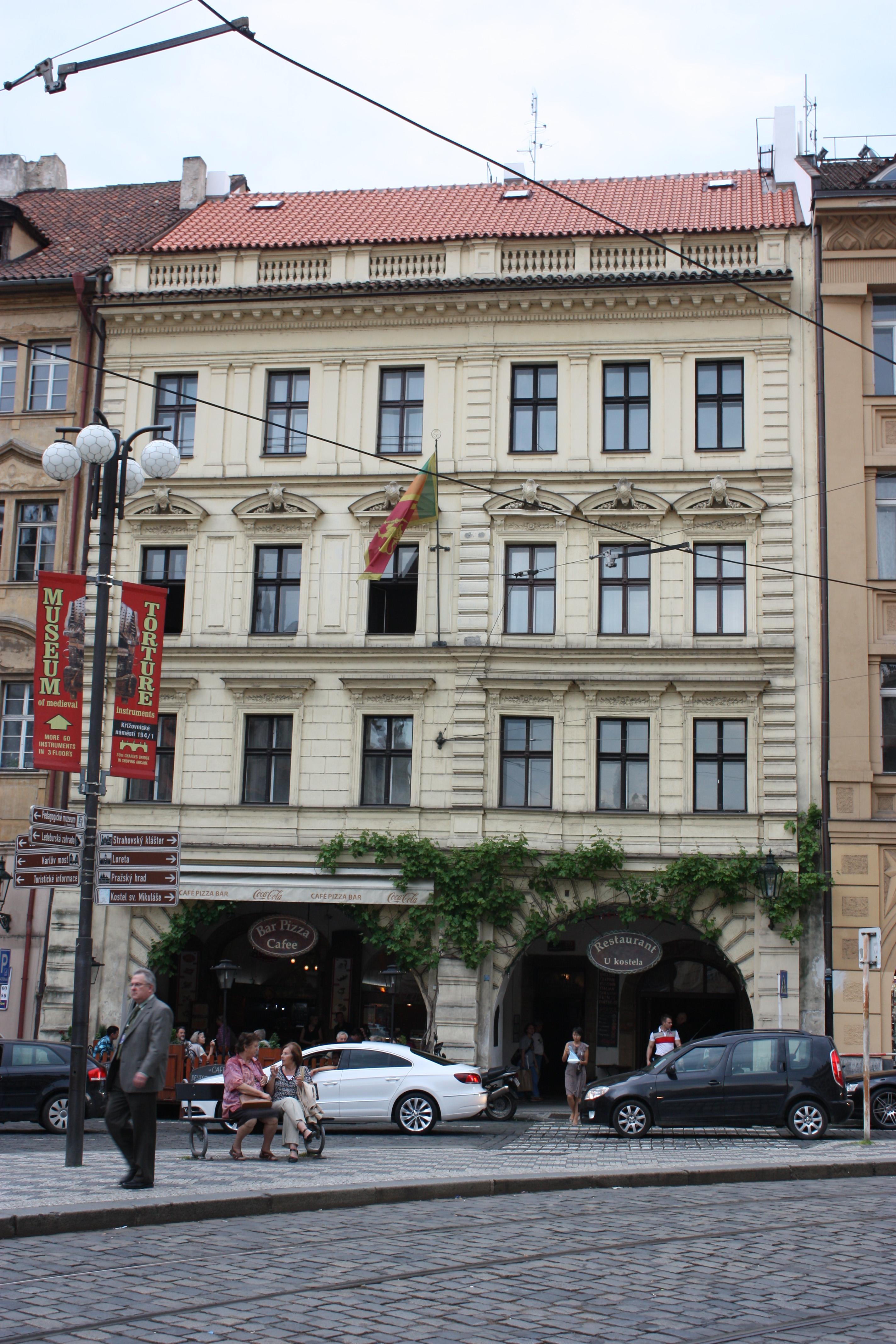
Konzulát Srí Lanky na Malostranském náměstí v Praze

#### Jiné konzuláty jinde

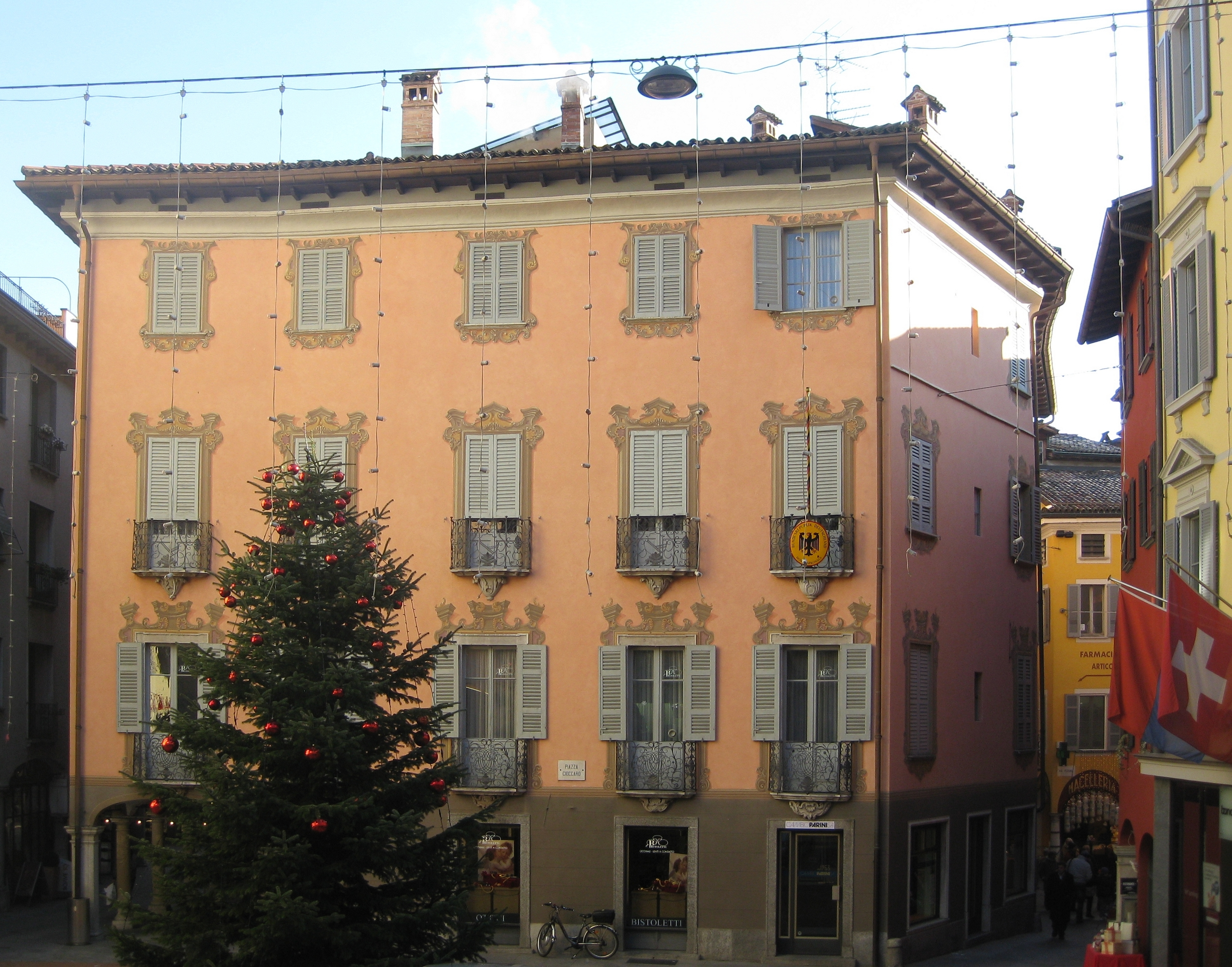
Německý honorární konzulát v Luganu, kanton Ticino, Švýcarsko
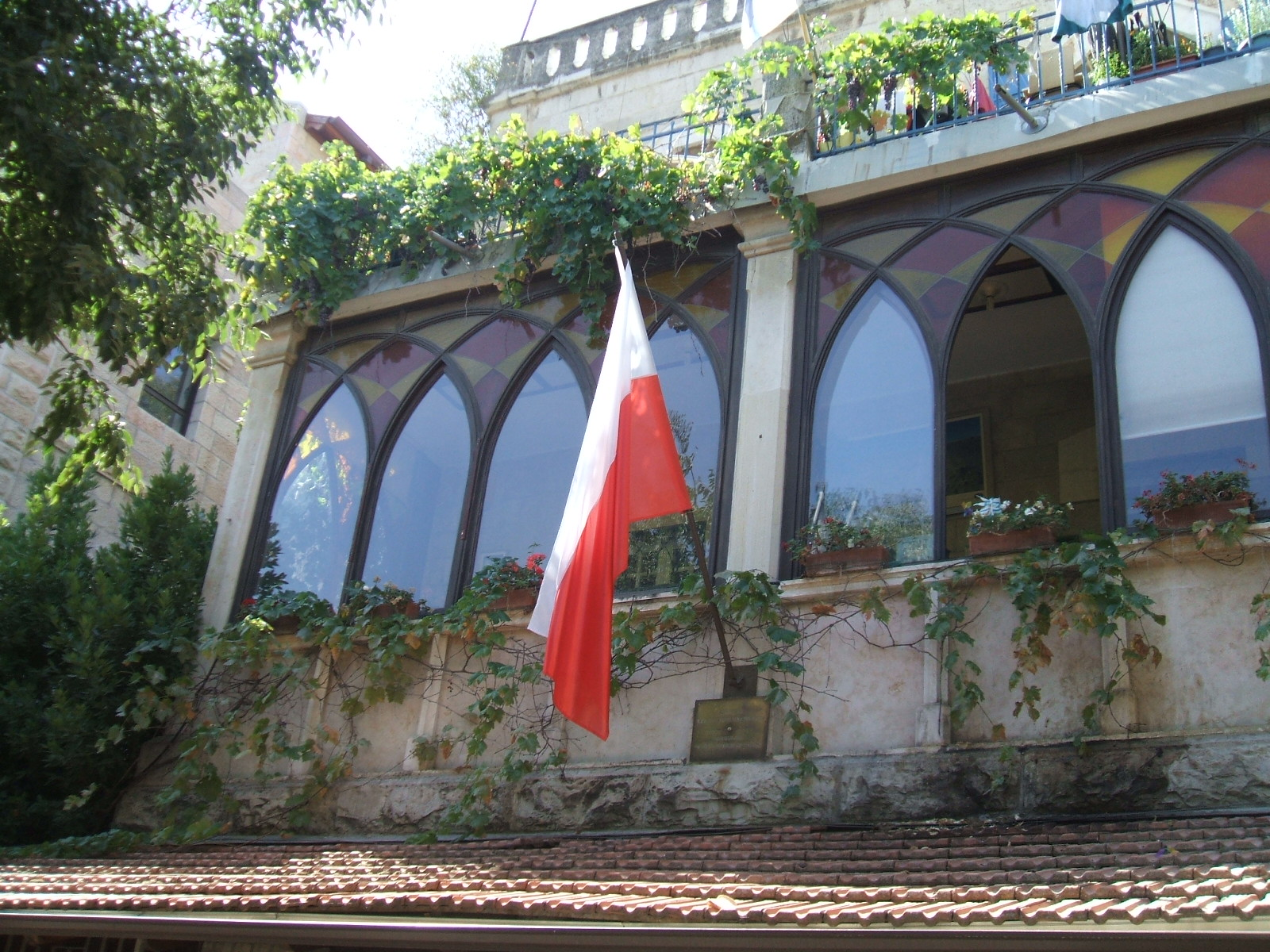
Polský honorární konzulát v Jeruzalémě
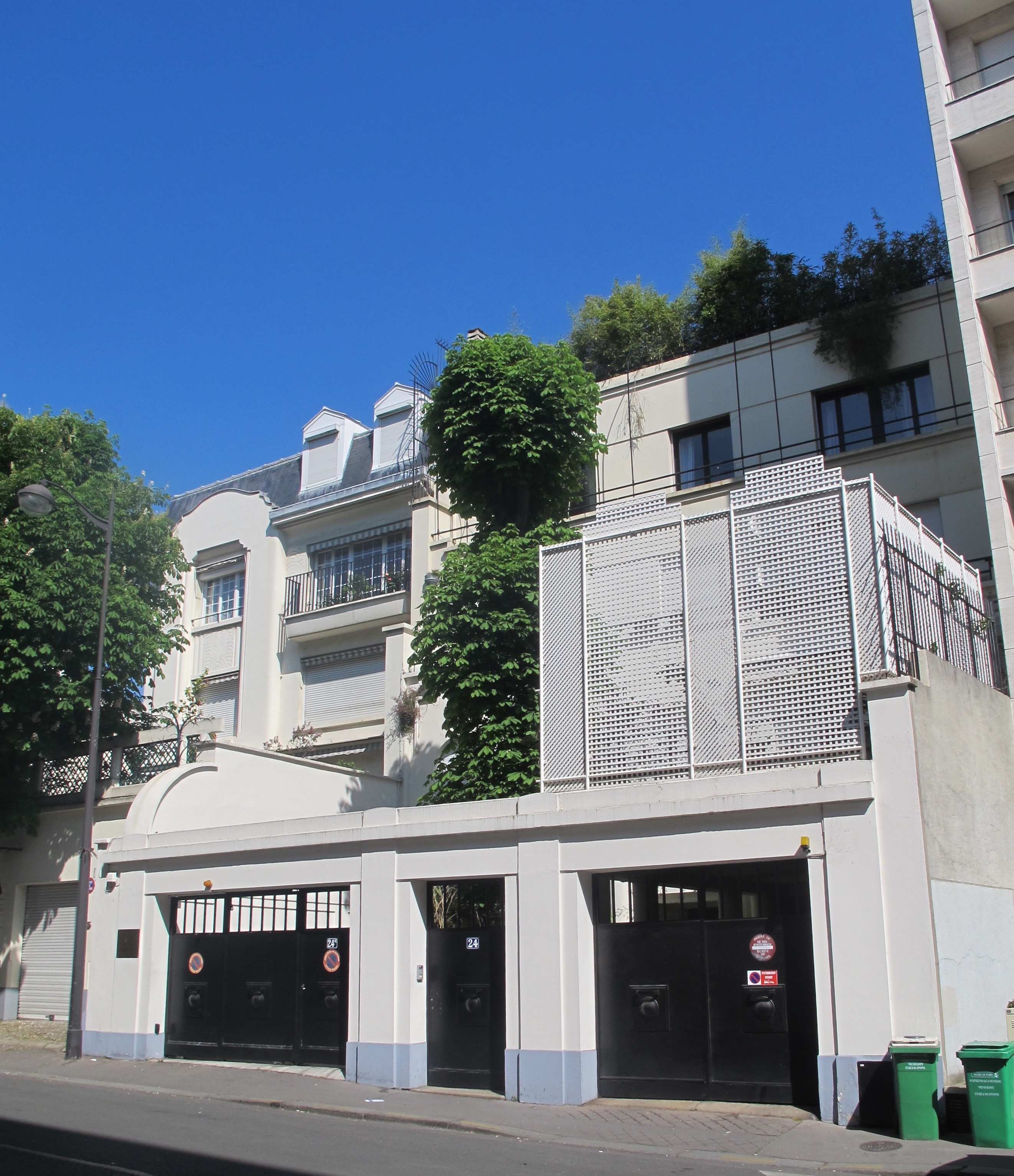
Rezidence generálního konzula Angoly v Paříži
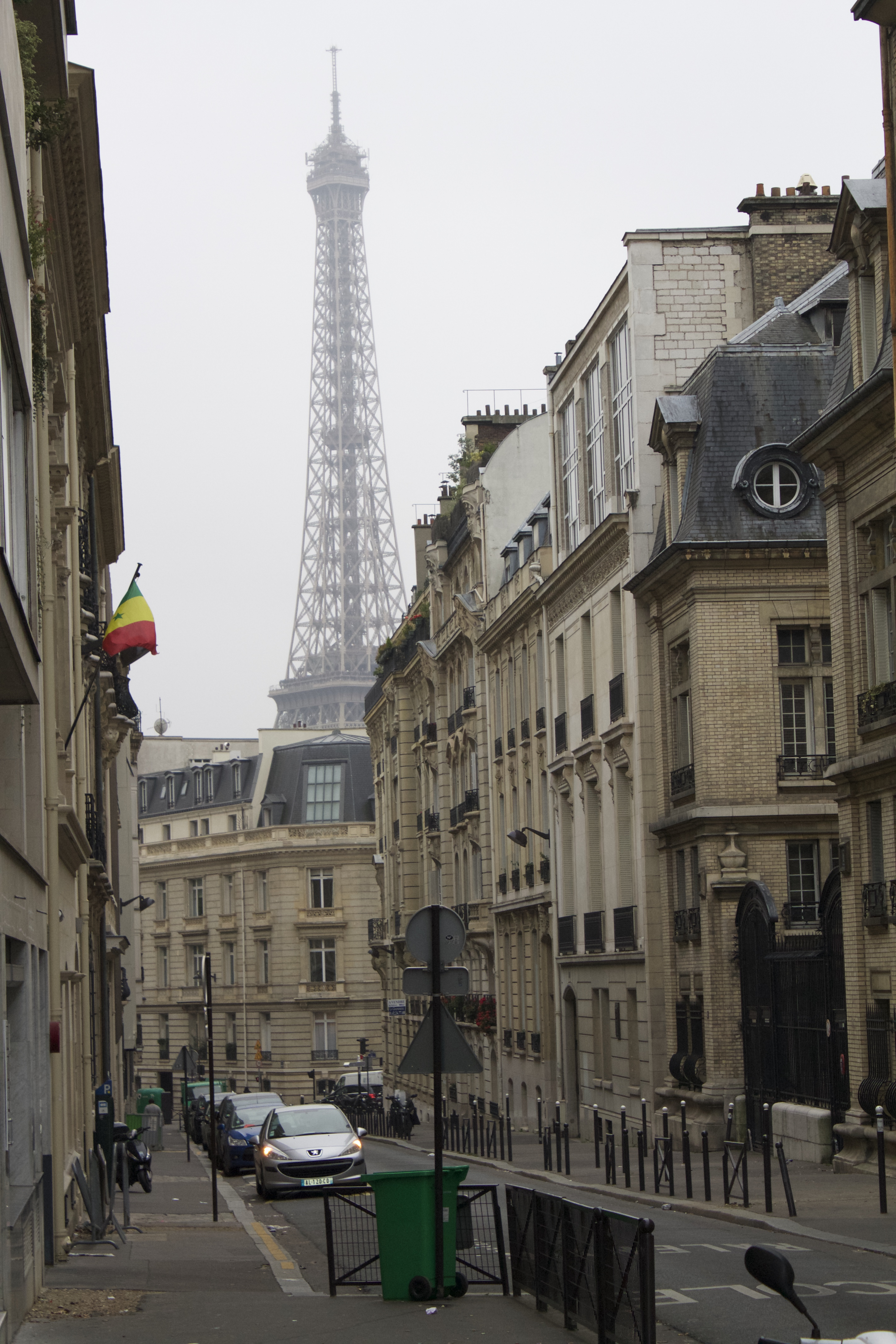
Vlevo vlajka na domě generálního konzulátu Senegalu v Paříži